# پاکور یکم (شاه پارس)
پاکور یکم (به زبان پارتی: 𐭐𐭊𐭅𐭓) در نیمه نخست سده یکم میلادی شاه پارس، یک دولت خراجگزار شاهنشاهی اشکانی، بود. او به دلیل شباهت موهایش با موهای فرهاد سوم اشکانی (حک. ۶۹–۵۷ پ. م) شناخته شده‌است.